# California State Route 35
Pour les articles homonymes, voir Route 35.
La California State Route 35, surnommée la Skyline Boulevard, est une route de l'État de Californie, aux États-Unis. Orientée nord-sud, elle se situe dans la région de la baie de San Francisco et relie San Francisco à Redwood Estates.

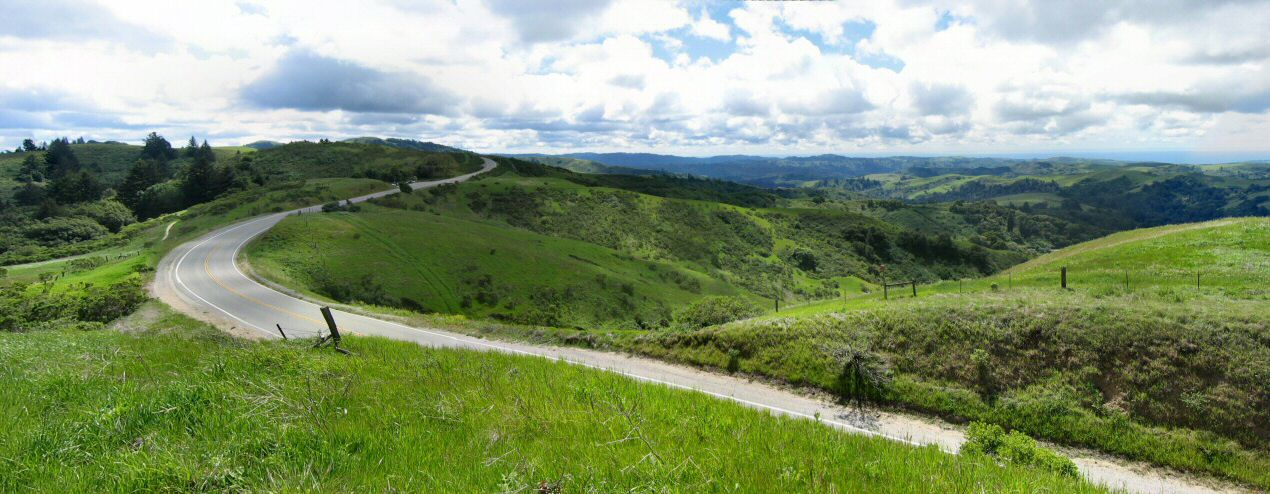
La California State Route 35 dans les monts Santa Cruz près de Palo Alto.